# Wolf Warrior
Wolf Warrior (chinesisch 战狼, Pinyin Zhàn Láng) ist ein chinesischer Actionfilm des Regisseurs und Drehbuchautors Wu Jing aus dem Jahr 2015. Die Hauptdarsteller sind Scott Adkins und Wu Jing. Der Film hatte in China am 6. April 2015 Premiere und erschien am 25. Februar 2016 in Deutschland auf DVD und Blu-ray.

## Handlung
Der chinesische Scharfschütze Leng Feng (Wu Jing) ist zu Beginn des Filmes in einer Zelle des Militärgefängnisses zu sehen. Er wird dort festgehalten, da er während einer Razzia, bei der eine Geisel bedroht wurde, trotz Feuereinstellbefehl durch eine Mauer auf den Kidnapper geschossen hatte, womit er allerdings die Geisel retten konnte, was er in einem Verhör immer wieder erwähnt. Die ihn verhörende Frau meint daraufhin, er sei für die chinesische Spezialeinheit „Wolf Warrior“ geeignet, die ihrem Kommando untersteht, woraufhin er dieser beitritt. Während eines Übungskampfes, bei dem es zunächst zu einem Angriff von einem Wolfsrudel kam, wird die Spezialeinheit plötzlich mit echten Waffen angegriffen und eines ihrer Mitglieder getötet. Daraufhin verfolgt sie die Angreifer, die einer ausländischen Einheit angehören und von einem Gangsterboss in China unterstützt werden. Die ausländische Einheit zieht sich zurück, schießt aus dem Verborgenen und aktiviert einige zuvor präparierte Sprengfallen. Nach dem Schusswechsel steht nun der Protagonist Feng dem Angreifer Tom Cat (Scott Adkins) gegenüber. Während des Messerkampfes wiederholt Feng immer wieder, dass ausländische Einheiten keinerlei Chance hätten, gegen China zu kämpfen. Er wird leicht verletzt, kann jedoch Tom besiegen. Daraufhin erscheinen weitere Angreifer, die sich als Sanitätstrupp verkleidet haben. Feng erkennt jedoch die Falle und kann den Gangsterboss festsetzen. Schließlich werden die restlichen Angreifer von einem chinesischen Helikopter verfolgt. Zum Ende des Films sitzt Feng mit Long Xiaoyun (Yu Nan), die ihn anfangs verhört und zu den Wolf Warrior gebracht hat, in einem Auto und will mit ihr zusammen trinken gehen.

## Sonstiges
Während der Dreharbeiten zog sich Wu Jing zahlreiche Verletzungen zu. Beispielsweise verletzte er sich während des Kampfes mit Scott Adkins am Kopf und zog sich bei einer Explosion eine Augenverletzung zu.

## Fortsetzungen
Die Fortsetzung des Films, Wolf Warrior 2, wurde 2017 zu einem überragenden finanziellen Erfolg und erzielte in China das höchste Einspielergebnis aller Zeiten.
Ein dritter Teil wurde von Wu Jing bereits bestätigt.